# 小行星4319
小行星4319（英語：4319 Jackierobinson）是一颗围绕太阳公转的小行星。1981年3月1日，舒爾特·巴斯在赛丁泉山发现了此天体。
这颗小行星的绝对星等为340.0754782113009等。